# گوردخمه شمشیر
گوردخمه شمشیر در شهرستان پاوه، بخش مرکزی، دهستان شمشیر، ۱۵۰ متری شمال غربی روستای شمشیر واقع شده و این اثر در تاریخ ۲۵ آبان ۱۳۸۷ با شمارهٔ ثبت ۲۳۸۴۹ به‌عنوان یکی از آثار ملی ایران به ثبت رسیده است.